# Heinrich Stephan Sedlmayer
Heinrich Stephan Sedlmayer (* 26. Dezember 1855 in Brünn; † 22. Juli 1928 in Wien) war ein mährisch-österreichischer Altphilologe und Gymnasiallehrer.

## Leben
Als Sohn des Brünner Schuldirektors Anton Sedlmayer besuchte Sedlmayer das Deutsche Gymnasium (Brünn). Nach dem Abitur studierte er 1874–1878 an der Universität Wien Klassische Philologie. Zu seinen akademischen Lehrern gehören Wilhelm von Hartel, Emanuel Hoffmann und Karl Schenkl. Er wurde 1879 zum Dr. phil. promoviert und legte die Lehramtsprüfung für Latein und Griechisch ab. Erste berufliche Stationen waren das Akademische Gymnasium (Wien) und das Staatsgymnasium Wien-Hernals (1881–1884). Von 1884 bis zu seiner Pensionierung im Jahr 1918 war er Lehrer am Franz-Joseph-Realgymnasium im I. Wiener Gemeindebezirk. 1886 verliehen ihm die Stifter der akademischen Verbindung Symposion, des späteren Corps Symposion Wien, die seine Schüler am Franz-Joseph-Gymnasium gewesen waren, die Ehrenmitgliedschaft. Nach seiner Pensionierung bis zu seinem Tod blieb er dem Franz-Joseph-Gymnasium in verschiedenen Funktionen verbunden.
Wie sein Lehrerkollege am Franz-Joseph-Gymnasium Joseph Maria Stowasser vereinigte Sedlmayer exzellente fachwissenschaftliche Kompetenz mit herausragenden pädagogischen Fähigkeiten. Fachwissenschaftlich gab er verschiedene, teils textkritische Ausgaben von Gedichten Ovids heraus. Seine erstmals 1883 erschienene Schulausgabe der Gedichte Ovids wurde nahezu unverändert über 100 Jahre lang herausgegeben. Mit August von Scheidler erarbeitete er auf neuen methodischen Ansätzen basierende Unterrichtswerke.
Karl Kraus setzte Heinrich Stephan Sedlmayer, seinem Lehrer in Deutsch (1886–1888) und Latein (1891/92), in einer horazischen Ode ein ewiges Denkmal. Mit den Worten: „Doch dank ich deutsch dir, weil ich Latein gelernt“ brachte er den prägenden Einfluss Sedelmayers auf seinen Lebensweg zum Ausdruck.

## Studienreisen
Sedlmayer bereiste studienhalber 1880/81 und 1885/86 Italien, 1881 die Schweiz und 1893 Frankreich. 

## Ehrungen
- Ernennung zum Schulrat (1908)
- Verleihung des Ritterkreuzes des Franz-Joseph-Ordens (1917)

## Werk
- Prolegomena critica ad Heroides Ovidianas, 1878
- Kritischer Commentar zu Ovids Heroiden, 1881
- Beiträge zur Geschichte der Ovidstudien im Mittelalter. In: Wiener Studien 6, 1884
- Lateinische Übungsbücher. Gemeinsam mit A. Scheindler, 1895ff.
- Platos Vertheidigungsrede des Sokrates. Übersetzt und erläutert, 1899
- Herausgeber von: Publius Ovidius Naso, Carmina selecta, 1883ff.;
- Herausgeber zusammen mit Otto Güthling und Anton Zingerle: Publius Ovidius Naso, Carmina, 3 Bände, 1884
- Herausgeber von: Publii Ovidi Nasonis Heroides, mit textkritischem Apparat, 1886
- Herausgeber von: Publii Ovidi Nasonis Heroides, 1896
- Die Apperzeption: ein Kapitel aus einem Lesebuche der Psychologie. In: Dreiunddreißigster Jahresbericht über das k. k. Franz Joseph-Gymnasium in Wien, 1907 Digitalisat
- Die Einführung in die hellenische Welt- und Lebensanschauung durch die Lektüre Platos 1910 (Digitalisat)
- Worte der Erinnerung an Direktor Dr. Franz Weihrich, 1911 (Digitalisat)
- Demosthenes der Kämpfer für Griechenlands Einheit und Freiheit : auch ein Gedenkblatt zur Jahrhundertfeier, 1914 (Digitalisat)